# 추승우
추승우(秋承佑, 1979년 9월 24일 ~ )는 전 KBO 리그 한화 이글스의 외야수이자, 현재 KBO 리그 한화 이글스의 2군 작전/3루주루코치이다.

## 선수 시절

### LG 트윈스시절
1998년 신인 드래프트에서 2차 12라운드 지명을 받았으나 성균관대에 진학했다. 2002년에 입단하여 주로 내야수로 활동하다가 2007년 시즌 후 바로 방출됐고, 그 해 10월에 한화 이글스에 입단하였다.

### 한화 이글스시절
입단 후 3루수에서 외야수로 전향했고 당시 타격코치였던 장종훈의 지도로 타격폼을 수정한 결과, 2008년 시즌 중 3할에 가까운 타율을 기록하는 등 좋은 모습을 보여줬다. 그러나 첫 풀 타임 출장을 하며 경험 부족 및 체력 부족으로 인해 2008년 시즌에 2할대 타율을 기록했다.
2008년 시즌 후 연봉 협상에서 외야수로서 빠른 기동력과 수비력을 인정받아 2008년 시즌 연봉보다 100% 인상된 5,000만원에 연봉 계약을 체결했다.
2009년 5월 12일 KIA 타이거즈와의 경기에서 데뷔 첫 홈런을 쳐 냈다.
2012년까지 부상과 부진이 겹치며 많은 경기에 출장하지 못했지만, 2013년에 당시 감독이었던 김응용에게 많은 기회를 받아 맹타를 휘두르고 2013년 팀 야수들 중에서 가장 유능한 주루 능력을 보였다. 그 해 팀에서 두 자릿 수 도루를 성공시킨 선수는 이시찬과 그 뿐이었다. 그러나 8월 LG 트윈스와의 경기에서 주루 도중 부상을 당하며 시즌 아웃됐다.
2015년 5월 27일에 방출됐다.

## 야구선수 은퇴 후
2016년부터 상무 야구단의 수비코치로 활동했다.
2017년 12월부터 한화 이글스의 육성군 작전주루코치로 활동했다.

## 별명
- 2008년 5월 20일 두산 베어스와의 경기에서 전상렬의 낮은 플라이 볼을 잡기 위해 외야수처럼 몸을 날렸던 일로 인해 '일익수'(일루수+외야수)라고 불렸다. '일격수'(일루수+유격수)라는 표현도 있지만 일익수라는 표현을 더 많이 쓴다. 비슷한 표현으로 '외야본능'이 있다.
- 한화이글스의 외야라인 김고추정장이 중 한명이었다(김경언 고동진 추승우 정현석 장운호 이양기)

## 출신 학교
- 서울공연초등학교
- 청주중학교
- 청주기계공업고등학교
- 성균관대학교 체육교육학과 98학번

## 통산 기록
| 년도 | 팀     | 타율  | 경기수 | 타수 | 안타 | 2루타 | 3루타 | 홈런 | 타점 | 득점 | 도루 | 도루 실패 | 4사구 | 삼진 | 병살타 | 희비 | 장타율 |
| ---- | ------ | ----- | ------ | ---- | ---- | ----- | ----- | ---- | ---- | ---- | ---- | --------- | ----- | ---- | ------ | ---- | ------ |
| 2002 | LG     | 0.200 | 6      | 10   | 2    | 0     | 0     | 0    | 0    | 1    | 0    | 0         | 0     | 2    | 1      | 0    | 0.200  |
| 2003 | LG     | 0.000 | 5      | 4    | 0    | 0     | 0     | 0    | 0    | 1    | 0    | 0         | 0     | 0    | 0      | 0    | 0.000  |
| 2006 | LG     | 0.231 | 38     | 52   | 12   | 2     | 0     | 0    | 5    | 7    | 1    | 0         | 4     | 8    | 0      | 2    | 0.269  |
| 2007 | LG     | 0.000 | 1      | 1    | 0    | 0     | 0     | 0    | 0    | 0    | 0    | 0         | 0     | 0    | 0      | 0    | 0.000  |
| 2008 | 한화   | 0.245 | 119    | 371  | 91   | 13    | 3     | 0    | 20   | 53   | 19   | 5         | 40    | 75   | 3      | 3    | 0.296  |
| 2009 | 한화   | 0.233 | 105    | 193  | 45   | 2     | 0     | 2    | 17   | 28   | 17   | 4         | 36    | 59   | 1      | 2    | 0.295  |
| 2010 | 한화   | 0.235 | 111    | 260  | 61   | 8     | 4     | 2    | 23   | 39   | 16   | 10        | 35    | 62   | 3      | 3    | 0.373  |
| 2011 | 한화   | 0.205 | 19     | 44   | 9    | 0     | 0     | 0    | 1    | 5    | 0    | 0         | 3     | 12   | 0      | 0    | 0.205  |
| 2012 | 한화   | 0.173 | 18     | 52   | 9    | 5     | 1     | 0    | 8    | 4    | 3    | 0         | 7     | 11   | 1      | 0    | 0.442  |
| 2013 | 한화   | 0.304 | 72     | 158  | 48   | 7     | 0     | 1    | 17   | 19   | 12   | 2         | 21    | 21   | 2      | 1    | 0.418  |
| 통산 | 10시즌 | 0.242 | 494    | 1145 | 277  | 37    | 8     | 5    | 91   | 157  | 60   | 17        | 146   | 250  | 11     | 9    | -      |

## 참고
1. ↑  '확 달라진' 추승우의 힘, '믿음 그리고 기회' 《마이데일리》, 2008년 7월 7일 작성
2. ↑  한화, 전 LG 내야수 추승우 영입 《조이뉴스24》 , 2007년 10월 24일 작성
3. ↑  김인식 감독, '추승우 효과' 대만족 《Osen》, 2008년 6월 12일 작성
4. ↑  '마당쇠' 마정길, 프로 7년 만에 억대 연봉…정민철·문동환 삭감 《마이데일리》, 2008년 12월 31일 작성